# Call to Arms
Call to Arms es el quinto álbum de estudio de la banda de hardcore punk de Nueva York Sick of It All. Es el primer trabajo musical en ser distribuido a través de Fat Wreck Chords y es la continuación del EP de 1988, Potential for a Fall.

## Lista de canciones
- Todas las canciones compuestas por Sick of It All

1. «Let Go» –  1:09
2. «Call to Arms» –  1:48
3. «Potential for a Fall» –  2:28
4. «Falter» –  1:13
5. «The Future Is Mine» – 2:04
6. «Guilty» – 1:32
7. «Falling Apart» –  2:03
8. «Sanctuary» –  1:55
9. «Morally Confused» –  1:50
10. «Hindsight» – 2:27
11. «Martin» –  2:46
12. «Pass the Buck» –  1:27
13. «Quiet Man» –  2:40
14. «Drastic» –  1:23
15. «(Just A) Patsy» –  6:10*

* - pista oculta llamada «Greezy Wheezy».

## Personal
- Lou Koller - voz
- Pete Koller - guitarra
- Craig "Ahead" Setari - bajo
- Armand Majidi - batería

- Grabado en Big House, Nueva York, Estados Unidos
- Producido por Sick of It All y John Seymour
- John Seymour: Ingeniero de sonido